# Rhapsody in Blue

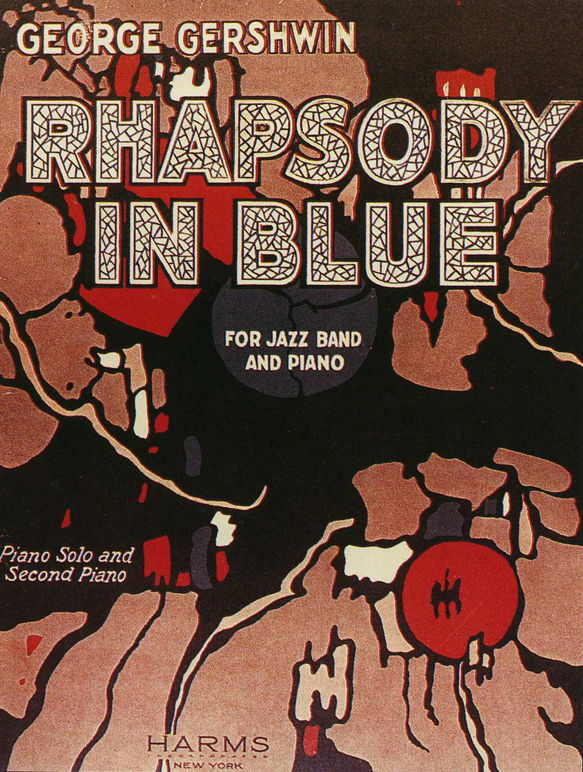
Deckblatt der Originalnoten von Rhapsody in Blue

Rhapsody in Blue ist die bekannteste Komposition des US-amerikanischen Broadwaykomponisten George Gershwin. Das Stück wurde erstmals am 12. Februar 1924 in der Aeolian Hall in New York aufgeführt. Angekündigt wurde das Konzert unter dem Titel An Experiment in Modern Music. Bei der Uraufführung saß Gershwin selbst am Klavier.
Die Rhapsody in Blue verbindet erfolgreich Jazz, Blues und konzertante Sinfonik. Die Melodien des Werkes sind mittlerweile weltberühmt. „Rhapsodie“ bedeutet ursprünglich „vorgetragenes Gedicht“ und bezeichnet heute ein Musikstück ohne kategorische Zuordnung. Wegen ihrer Mischung der Musikstile ist die „Rhapsodie in Blau“ daher treffend bezeichnet.

## Entstehungsgeschichte
Der Bandleader Paul Whiteman hatte schon am 1. November 1923, rund vier Monate vor der Uraufführung, ein Konzert in der Aeolian Hall veranstaltet, das Jazz und Klassik einander gegenüberstellte. Es war ein passabler Erfolg, so dass Whiteman beschloss, ein noch ambitionierteres Projekt in Angriff zu nehmen. Dieses sollte am 12. Februar 1924 stattfinden. Whiteman forderte Gershwin auf, dafür ein Jazzstück für Orchester zu schreiben. Dieser lehnte zuerst ab mit Hinweis auf Terminprobleme und vermutlich, weil er im Komponieren für klassisches Orchester wenig Erfahrung besaß. Erst als Whiteman Gershwin auf eigene Faust auf die Programmliste setzte, komponierte er das Stück schließlich doch.
Whiteman und Gershwin hatten bereits bei der höchst erfolgreichen Broadway-Revue George White’s Scandals zusammengearbeitet, die auf Motiven von Gershwins – zumindest in kommerzieller Hinsicht erfolgloser – Jazz-Oper Blue Monday basierte. Gershwin lehnte den Vorschlag ab, da er wenige Tage später, am 7. Januar, eine Probevorstellung seines neuen Musicals Sweet Little Devil geben und eventuellen Änderungswünschen vor der Premiere am 21. Januar nachkommen musste.
Am Abend des 3. Januar 1924 spielte Gershwin mit seinem Freund und Kollegen Buddy DeSylva in der Nähe des Broadway Billard, während sein Bruder Ira Gershwin die Ausgabe des nächsten Tages des New York Tribune las. In einem Artikel mit der Überschrift “What Is American Music?” (‚Was macht amerikanische Musik aus?‘) über das Konzert von Whiteman wurde angekündigt, dass George Gershwin an einer Jazzkomposition für diese Vorstellung arbeite.
Bei einem Telefonat mit Gershwin am nächsten Morgen erklärte Whiteman, dass sein Rivale Vincent Lopez ihm die Idee seines experimentellen Konzertes stehlen wolle und deshalb keine Zeit mit Diskussionen zu verlieren sei. Gershwin ließ sich schließlich zur Komposition überreden. Da nur noch fünf Wochen Zeit bis zur Aufführung waren, begann er umgehend damit und arbeitete einige Wochen unter Hochdruck daran, bevor er sie Whitemans Arrangeur Ferde Grofé übergab.
Das erste Manuskript für zwei Klaviere ist auf den 7. Januar 1924 datiert. Es enthält Bemerkungen zur Instrumentation, bei denen nicht die Instrumente, sondern die Namen der Solisten eingetragen sind. Grofé instrumentierte das Werk anscheinend mit Rücksicht auf die individuelle Stilistik, Stärken und Techniken der einzelnen Orchestermitglieder. Am 4. Februar 1924, acht Tage vor der Premiere, beendete er die Orchestrierung.
Der Arbeitstitel des Stückes war American Rhapsody. Ira Gershwin schlug den Namen Rhapsody in Blue vor, nachdem er eine Ausstellung von James McNeill Whistler besucht hatte, der seinen Kunstwerken oft Namen wie Symphony in White oder Arrangement in Grey and Black gab.

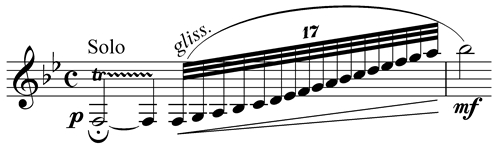
Der berühmte Auftakt von Rhapsody in Blue.

Den berühmten Beginn der Rhapsodie hatte Gershwin ursprünglich übrigens als Triller mit einem rasch aufsteigenden, aus 17 Noten bestehenden Tonleiterlauf komponiert. Whitemans Klarinettist Ross Gorman spielte die letzte Hälfte der Skala während einer Probe als Glissando. Als Gershwin das hörte, entschloss er sich, diese Variante für die Partitur zu übernehmen. Den entsprechenden Klarinettenpart trug bei der Premiere allerdings nicht Gorman, sondern Chester Hazlett vor.
Der breite, melodisch betonte Mittelteil (ab Takt 303 Hörbeispielⓘ) wurde auf Anregung von Ira Gershwin, der aus Georges Skizzenbuch ein geeignetes Thema auswählte, in die Komposition aufgenommen.
Die Aufführung selbst gestaltete Paul Whiteman und sein Palais Royal Orchestra. Das Konzert sollte im Rahmen eines Musikabends unter dem Titel An Experiment in Modern Music („Ein Experiment in moderner Musik“) geboten werden. Namhafte Musiker, darunter Strawinski, Rachmaninow, Leopold Stokowski, Jascha Heifetz und Fritz Kreisler, Musikkritiker und Intellektuelle waren erschienen, um es sich anzuhören. Es wurden 26 verschiedene Stücke aufgeführt, darunter Edward Elgars Pomp and Circumstance March No. 1 und heute kaum noch bekannte Kompositionen wie True form of Jazz und Contrast: legitimate scoring vs. jazzing.
Rhapsody in Blue war das vorletzte Stück. Bis dahin war das Publikum schon äußerst unruhig, da sich viele Werke ähnlich angehört hatten und obendrein das Lüftungssystem der Aeolian Hall ausgefallen war. Heute gilt der Abend aufgrund der Premiere der hier besprochenen Komposition als legendär. Gershwin spielte den Klavierpart selbst. Da er keine ausnotierte Klavierpartitur besaß und Grofé ihm wegen des Zeitdrucks nur eine Bandpartitur mit den hingekritzelten Worten Wait for nods („Warte, bis dir einer zunickt“) aushändigen konnte, ist die Version der Uraufführung heute nicht mehr zu rekonstruieren.

### Pressestimmen zur Uraufführung
Rhapsody in Blue bekam sehr gegensätzliche Kritiken. Olin Downes rezensierte das Stück für die New York Times:

„Diese Komposition zeigt das außergewöhnliche Talent eines jungen Komponisten, der mit einer Form kämpft, von deren Beherrschung er weit entfernt ist. […] Dessen ungeachtet entwickelt er einen eigenen, signifikanten Stil in der gesamten, höchst originellen Komposition. […] Das erste Thema ist mehr als nur ein Tanzstück. Es ist eine Idee, mehr noch: verschiedene Ideen, zusammengebracht und kombiniert in variierenden und kontrastierenden Rhythmen, die den Hörer in ihren Bann ziehen. Das zweite Thema erinnert mehr an Mr. Gershwins Kollegen: Tuttis zu lang, Kadenzen zu lang. Die Auflösung verliert viel von ihrer Wildheit und Pracht, die sie bei ausgedehnterer Vorbereitung hätte haben können. […] Das Publikum war gerührt und erfahrene Konzertgänger waren begeistert zuzuhören, wie ein neues Talent seine Stimme findet. Es gab ungestümen Applaus für Mr. Gershwins Komposition.“

Einige Kritiker warfen Gershwin eine fehlende Form vor: Er habe nur einzelne Melodien aneinander gereiht. Lawrence Gilman schrieb ebenfalls am 13. Februar 1924 in der New York Tribune:

„Wie banal, schwach und konventionell diese Stücke sind; wie kitschig und flach die Harmonien. Versteckt unter einem umständlichen und wertlosen Kontrapunkt. Tränen für diese Leblosigkeit in Melodie und Harmonie: Alt, schal und ausdruckslos.“

## Besetzung
Grofé arbeitete nach der Premiere in den Jahren 1926 und 1942 zwei weitere Partituren von Rhapsody in Blue aus, beide für ein jeweils vergrößertes Orchester. Die jüngere Version wird im heutigen Repertoire mit Abstand am häufigsten gespielt.
Die Premiere war mit Flöte, Oboe, Klarinetten, Heckelphon, mehreren Saxophonen, zwei Hörnern, zwei Trompeten, zwei Flügelhörnern, Euphonium, zwei Posaunen, Bassposaune, Tuba, zwei Klavieren, Celesta, Banjo, Schlagzeug, Pauke, mehreren Violinen, Kontrabass und Akkordeon besetzt. Paul Whitemans damals aus dreiundzwanzig Musikern bestehende Band wurde zusätzlich um neun Personen verstärkt. Dennoch übernahmen mehrere Musiker der Band zwei oder mehr Instrumente. Manche spielten in dem Stück vier Instrumente.
Die Partitur von 1942 ist für Soloklavier, zwei Flöten, zwei Oboen, zwei Klarinetten, Bassklarinette, zwei Fagotte, drei Hörner, drei Trompeten, drei Posaunen, Tuba, Timpani, Percussion (Cymbal, Snare Bassdrum, Triangel, Gong und Glocken), Klavier, zwei Altsaxophone, Tenorsaxophon, Banjo und eine Streichergruppe (Violinen, Bratschen, Cello und Kontrabass) gesetzt. In der heutigen Aufführungspraxis wird die 2. Altsaxophonstimme „3rd Saxophone (E flat Alto)“ jedoch in der Regel mit einem Baritonsaxophon besetzt. Dies liegt unter anderem daran, dass die beiden Altsaxophonstimmen bei den meisten Passagen des Stückes unisono geschrieben sind (siehe auch Notenbeispiel weiter unten). Durch den Einsatz eines Baritonsaxophons wird hier eine Doppelung vermieden.
Im Jahr 2017 entstand eine neue Instrumentierung des Werkes auf Basis der Grofé-Partitur. Der deutsche Saxofonist Benjamin Steil arrangierte das Werk für Bigband-Standardbesetzung (5 Saxofone, 4 Trompeten, 4 Posaunen, Rhythmusgruppe und optionale Percussionparts).

## Die Synthese von Jazz und Kunstmusik

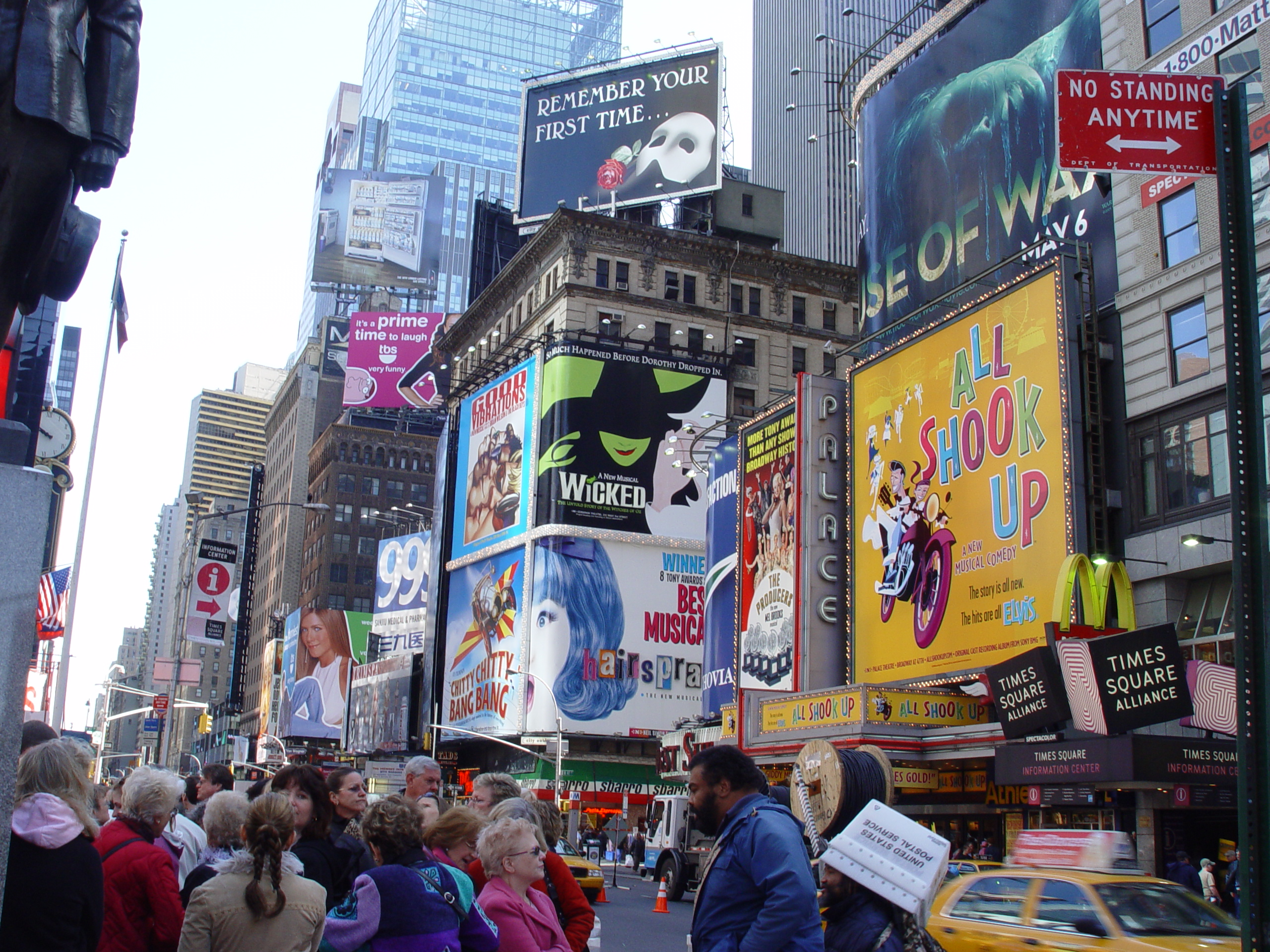
Die Unterschiede als Metapher in Bildern: Der Trubel am Broadway …

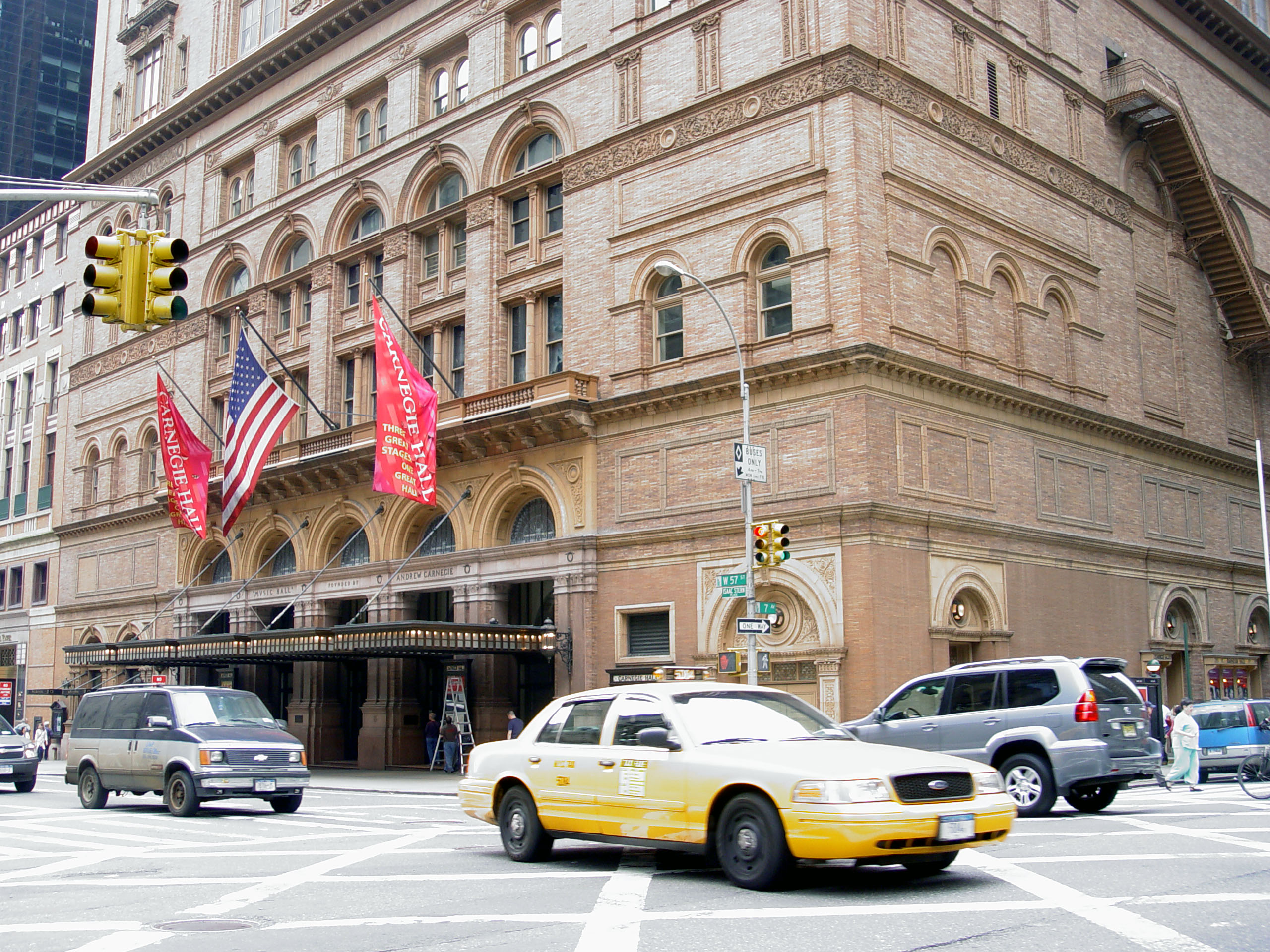
… und die ehrwürdige Carnegie Hall

Zu Beginn der Musik des 20. Jahrhunderts wurde der Einfluss des Jazz auf die Arbeit bedeutender Komponisten erkennbar. Dies stand im Zusammenhang mit Tendenzen der Kunstmusik seit 1910: Neoklassizistischen Tendenzen, vertreten etwa durch Strawinski, stand die Neue Musik mit ihrem Vorreiter Arnold Schönberg gegenüber. Beiden – der Zwölftonmusik wohl etwas mehr als der zwar experimentierfreudigen, aber dennoch tonalen Musik der Neoklassizisten – drohten die Hörer verloren zu gehen. Ihr Kreis schrumpfte mehr und mehr auf eine kleine Gemeinde hochspezialisierter Experten.
So beschrieb Hermann Danuser in seinem Band Die Musik des 20. Jahrhunderts das Paradox, dass gerade die eigentlich moderne Musik „im Zuge einer tief greifenden Krise in den Augen mancher – und nicht nur in Kreisen der Jugend – zu einem fragwürdigen Teil einer ‚Welt von gestern‘ geworden war.“
Joachim Ernst Berendt attestierte den Jazzhörern noch 1953 „ein starkes, lebendiges Gefühl für die Verlogenheit und Getrübtheit, für die Formelhaftigkeit und Indirektheit, kurzerhand für die ‚Spätheit’ unserer Epoche“ und folgerte daraus: „Aus diesem Gefühl heraus sehnt man sich nach etwas Direktem und Ursprünglichen, etwas Lebendigem und Mitreißendem. Das gibt die Jazzmusik.“ Dieses Zitat deutet aber bereits auf die Problematik einer Komposition hin, die Jazzelemente beinhaltet: Begriffe wie Direktheit und Lebendigkeit bis hin zur Emphase sind eng mit der Improvisation verbunden. Dieses wichtige Ausdrucksmittel des Jazz war von den Kunstansprüchen der konzipierten klassischen Musik von vornherein ausgeschlossen.
Nun wollten die wenigsten Komponisten, auch nicht Gershwin, echten, spontan improvisierten Jazz schaffen. Vielmehr wichen sie von diesem Modell ab, um die geforderte Stilhöhendifferenz zur Kunstmusik zu überwinden und damit der damaligen Kunstauffassung gerecht zu werden. Zudem lernte Gershwin den Jazz in den 1920er-Jahren in New York wohl schon in der kommerzialisierten Form des Sweet („süß“, aber auch „bequem“, „glatt“) kennen. Diese Stilrichtung vertrat neben Whiteman vor allem der heute fast vergessene Bandleader Guy Lombardo. Er strebte an, dem Jazz seine ursprüngliche „Härte“, „Rohheit“ und „Unordnung“ zu nehmen ( siehe Weblinks) und ihn damit für ein gehobenes, vornehmlich weißes Hörerpublikum attraktiver zu machen.
Dem entsprach der Kommentar im Programmheft zur Premiere von Rhapsody in Blue von Hugh C. Ernst:

„Mr. Whiteman möchte mit Unterstützung seines Orchesters und seiner Helfer demonstrieren, welche enormen Fortschritte in der populären Musik seit den Tagen des dissonanten Jazz, der vor zehn Jahren teilweise aus dem Nichts auftauchte, bis zu der wirklich melodiösen Musik von heute zu verzeichnen sind.“

## George Gershwin als Vorreiter des Third Stream
Gunther Schuller erfand in den 1950er-Jahren den Theoriebegriff Third Stream für die Synthese von Kunstmusik und Jazz. Diesen bezogen dann auch Komponisten wie George Russell und John Lewis auf ihre Musik. Die Idee existierte jedoch schon früher und beschäftigte auch Claude Debussy oder Darius Milhaud. Andere Beispiele für diese Vorgehensweise sind Béla Bartóks Contrasts, die er 1938 für Benny Goodman schrieb, Igor Strawinskis Ebony Concerto, das im Jahr 1945 für Woody Hermans Jazz-Band komponiert wurde, oder Kurt Weill mit der Dreigroschenoper. Auch andere Komponisten ließen sich bei ihren Werken vom Jazz inspirieren, so etwa Schostakowitsch (Suite für Jazzorchester Nr. 1 und Nr. 2 aus den Jahren 1934 und 1938), Aaron Copland, oder Ernst Krenek (Jonny spielt auf op. 45 aus dem Jahr 1926).
Anders als bei diesen gehörten Gershwins Werke anfangs nicht zur Kunstmusik: Er komponierte vor allem für die Hauptschlagader der Unterhaltungsmusik, den Broadway. Vor 1924 schrieb er nur zwei Werke für den Konzertsaal: Lullaby für Streichquartett (1919) und Figured Chorale für Septett (1921). Dennoch war er mit den Werken großer Komponisten vertraut und hatte bei Charles Hambitzer studiert. Trotz großem Respekt gegenüber den Klassikern bekannte er aber:

„In der Musik ist nur eines von Bedeutung: Ideen und Gefühle. Die verschiedenen Tonalitäten und der Klang bedeuten gar nichts, wenn sie nicht aus Ideen erwachsen.“

Er legte also eher Wert auf die Originalität seiner musikalischen Ideen. Die Formgebung, die aus deren Entwicklung dieses Materials – etwa im Sinne motivisch-thematischer Arbeit – entstehen kann, schien ihm fremd zu sein; an einer näheren Auseinandersetzung damit innerhalb seiner Stücke war er wenig interessiert.
Auch der Begriff des Jazz war für Gershwin noch nicht fest umrissen. Während Schuller in seiner Theorie des Third Stream Improvisation als Hauptmerkmal des Jazz vertrat, sah Gershwin darin rund 30 Jahre früher nur ein uneinheitliches Stilgemisch:

„Er ist wirklich ein Gemisch vieler Dinge. Er hat etwas vom Ragtime, vom Blues, vom Klassizismus und von den Spirituals, […] aber im Grunde ist er eine Sache des Rhythmus. Nach dem Rhythmus kommen bedeutungsmäßig die Intervalle, Tonintervalle, die dem Rhythmus eigen sind.“

Takt 115 bis 118 der Klavierversion.

So zeigt das nebenstehende Beispiel die für den Stride-Piano-Stil des Ragtime typische Begleitform aus Basstönen in Oktavgriffen auf dem ersten und dritten Taktschlag, Akkorden in der Mittellage auf dem zweiten und vierten Taktschlag.
Eine engere Jazzdefinition brauchte Gershwin nicht, denn er verband mit all seinen Stilen ein Lebensgefühl, das sich mit ungewohnter Instrumentation, fremdartiger Artikulation, neuer Rhythmik und dem Einsatz tonaler Strukturen von anderer Musik abgrenzte.
Er bezeichnete Jazz als die amerikanische Volksmusik, „die dem amerikanischen Volk wahrscheinlich stärker im Blut liegt, als dies bei Volksmusik anderen Stils der Fall ist“:

„Jazz ist ein Beitrag von bleibendem Wert zu den Errungenschaften Amerikas, da er vieles über uns aussagt. Er ist der ureigenste amerikanische Wesensausdruck.“

Der Third Stream war für Gershwin demnach die Anerkennung artifizieller Aspekte im Jazz. Er sah darin die Möglichkeit, Amerika eine eigene Identität in der Kunstmusik zu geben, mit der es aus Europas Schatten treten könne.
Weil Gershwin genuine Volksmusik als naturhafte Basis für Kunstmusik sah, fragen Musikwissenschaftler analytisch nach dem Verhältnis von sinfonischen zu jazzhaften Elementen in der Rhapsody und danach, ob und wie der Komponist damit ein „authentisches Zeugnis des amerikanischen Zeitgeistes“ schaffen konnte. Denn sein Zögern, das Werk in Angriff zu nehmen, lässt nicht nur auf Unerfahrenheit mit sinfonischer Kunstmusik, sondern auch auf großen Respekt vor der Aufgabe schließen, Jazz auf Augenhöhe mit der klassischen Musik zu bringen.
Indem er das Werk für zwei Klaviere komponierte und seine Instrumentierung dem Arrangeur Ferde Grofé überließ, legte er sich bereits darauf fest, das Problem der Stilhöhendifferenz zwischen Kunstmusik und Jazz nicht mit der Instrumentation zu lösen. Er wollte weder bloß Jazz für Orchesterinstrumente komponieren noch Improvisation in komponierte Teile integrieren. Sondern er stellte sich eine Synthese von Kunst- und Jazzmusik vor, die er nicht allein durch Klangfarben – ein im 19. Jahrhundert wesentliches Element des musikalischen Ausdrucks – erreichen konnte.

## Jazz- und Blueselemente in der Rhapsody in Blue

### Melodik und Harmonik, Tempo und Takt
Demgemäß ist schon der Beginn von Rhapsody in Blue exemplarisch für die Kompositionsstrategie und den Charakter der tragenden Themen: Das aufheulende Klarinettenglissando spielt mit Merkmalen des Blues, den – gewollt oder nicht – der Werktitel andeutet, und leitet in das Hauptthema (Takt 2–5):

Das Anfangsthema von Rhapsody in Blue.

Der mühsam in Noten gezwungene Ausdruck des Blues stützt sich in der Melodieführung auf angedeutetes und ausnotiertes ‚dirty play’ mit Vorschlägen und chromatischer Bildung von Blue Notes, im Rhythmus auf den Wechsel von Triolen und teils synkopierten Achteln. Dennoch ist sofort klar, dass hier kein authentischer Blues erklingen wird. Das spektakuläre Glissando verschafft seinem Ausdruck Aufmerksamkeit und zeigt, dass dessen Stil ernst genommen wird. Doch das Thema selbst lässt sich kaum in einzelne Motive unterteilen. Es bildet eine komplexe Einheit, die nicht an einen spontanen Einfall erinnert. Es erhält damit kompositorischen, nicht improvisierten Charakter und kann daher im sinfonischen Kontext bestehen.
Um die Einführung des Blues in den Konzertsaal zu unterstreichen und zu verlängern, zitiert Gershwin nicht nur dessen melodische Ausdrucksmittel, sondern bringt melodisches und harmonisches Material in eine enge Verwandtschaftsbeziehung: Wie in einer typischen Bluesform beantwortet ein zweitaktiges Motiv die zu Beginn vorgestellte Melodie, das doppelt wiederholt wird und so in Sequenzen zur Subdominante führt.
Diese ist wie alle Blues-Akkorde in der Regel mit einer kleinen Septime erweitert, wird aber – anders als in der klassischen Funktionsharmonik – nicht als Dominantseptakkord aufgefasst und muss daher nicht in einen neuen Grundakkord (Tonika) aufgelöst werden. Septakkorde dienen hier nicht zur Modulation, sondern als harmonisch relativ selbstständiger Stufenakkord, dessen Obertonspektrum mit weiteren Zusatztönen – Nonen, Sexten und anderen Dissonanzen – angereichert werden kann. Aus solchen unaufgelösten Akkorden zieht der Blues – und ihm folgend der Jazz – einen Großteil seiner Spannung (siehe dazu: Hauptartikel Blues).
Im Antwortthema (Studienziffer 1, Takt 1–4) wechselt der Grundton sofort mit der kleinen Septime ab, ohne – wie der weitere Verlauf erweist – der Harmonie damit eine dominantische, d. h. zur Weiterführung zwingende Funktion zu geben.

Das zweite Thema.

Dass es sich ebenfalls tonal an der Bluestonleiter orientiert, zeigen chromatische Alterationen der 3. und 7. Stufe. Zudem ist es auch durch einen teils synkopierten Rhythmus geprägt.
Mit der Vorstellung der beiden verwandten Eingangsthemen exponiert Gershwin zugleich die Themendualität eines Sonatenhauptsatzes. Auch wenn diese im Fortgang nicht eingelöst wird, verweist Gershwin damit auf die formalen Möglichkeiten seiner Komposition. Die gesamte Eröffnung rückt das Stück also thematisch sehr nahe an den Blues, ohne dabei den sinfonischen Charakter zu verlieren. Jazz-Ausdruck und Jazz-Artikulation werden auch bei den folgenden musikalischen Ideen des Stücks derart kompositorisch verfeinert, dass es seinen Anspruch, Kunstmusik zu sein, erfüllt. Das Tempo des Stücks beträgt etwa 97 bis 116 bpm. Das Stück ist überwiegend im 4/4tel-Takt gehalten.

### Probleme der sinfonischen Form
Nicht nur dem Namen nach, sondern auch formell ist die Komposition eine Rhapsodie. Sieht man von wenigen Ausnahmen ab, die angedeutete Themenverarbeitungen aufweisen, verzichtet Gershwin auf die Struktur und Konsequenz einer geschlossenen Form zugunsten einer losen Reihung. Allerdings steht Gershwin vor dem Problem der Schaffung einer geschlossenen in sich stimmigen Großform nicht alleine, sondern in bester Gesellschaft mit den meisten Komponisten seiner Generation (siehe Kompositorische Mittel und Stile im Hauptartikel Neue Musik).
Dass Rhapsody in Blue trotz der immensen Themenvielfalt als geschlossenes Werk wirkt, verdankt es dem quasi-leitmotivischen Charakter der Melodik, deren prägendste Gestalten das gesamte Stück durchziehen.
So erklingt das Eingangsthema auch zum Schluss im Tutti, sodass die beiden unvermittelten letzten Themen sich doch noch in den Gesamtrahmen einfügen können.
Im Mikrokosmos einzelner Themenverarbeitung zeigt jedoch gerade der Durchführungsteil einerseits den Willen Gershwins, artifizielle Strukturen zu schaffen, anderseits aber auch die Unzulänglichkeit dieser Versuche, denen Leonard Bernstein den Status einer Komposition gänzlich abschrieb:

„[Es ist] keine Komposition im wahren Sinne des Wortes. Dazu fehlt es ihr an innerer Konsequenz und Folgerichtigkeit. Alles scheint willkürlich.“

Exemplarisch deutlich wird dies in der Durchführung zum folgenden Thema, welches in der Partitur mit Studienziffer 14 (Takt 138 bis 140) angegeben wird:

Beispielthema zur Durchführung.

Das Thema führt sogleich eine tänzerische Leichtigkeit ein, deren Breitenwirkung vor allem durch die Anlehnung an Musical-Klischees, wie etwa die verzögernde Wirkung der Vierteltriolen, erzielt wird.
Hier wird ein Dilemma deutlich, in dem Gershwin bei der Komposition steckte: Einerseits wohnt dem Jazz bereits die Oberflächlichkeit und das beschwingte Spiel inne, das seine Anhänger so lieben. Andererseits verlangt die Kunstmusik ausdrücklich nach einer ernsten Auseinandersetzung mit dem thematischen Material.
Gershwin sucht Lösungen in einfachen Methoden, die einerseits die Bedürfnisse der Hörer zu erfüllen suchen, aber im Gegenzug eine Durchführung zumindest andeuten wollen: Die Sequenzierung wird zum Stilmittel erhoben, Themenverarbeitung bedeutet nunmehr schlichte Rückung der Tonarten.
Im Beispiel – das sich bis auf wenige Ausnahmen, bei denen die Komposition zumindest an der Oberfläche einer Verarbeitung kratzt, in seiner Struktur auf das gesamte Stück übertragen lässt – wird das oben angeführte Motiv oktaviert wiederholt, übergangslos nach B-Dur und schließlich nach Des-Dur gerückt und bis zum Einsatz der Solopassage beständig gespielt.
Die Einwürfe des Klaviers sorgen zusätzlich für eine überschaubare Struktur: Sie grenzen die einzelnen Themen voneinander ab und halten die ansonsten unabhängigen musikalischen Ideen zusammen. Spätestens beim ausgedehnten Solo lassen sie die Unzulänglichkeiten mit der virtuosen Attitüde eines Bravourstücks in Vergessenheit geraten.
So urteilte denn auch Arnold Schönberg:

„Der Eindruck ist der einer Improvisation mit all den Verdiensten und Nachteilen, die zu dieser Art des Schaffens gehören. Man könnte ihre Wirkung in dieser Hinsicht mit einer schwungvollen Rede vergleichen, die enttäuschen mag, wenn man sie liest und unter die Lupe nimmt – man vermisst, was so stark gerührt hat als man von der bezaubernden Persönlichkeit des Redners überwältigt wurde.“

Inwiefern Gershwin, der ja bei der Uraufführung selbst am Klavier saß, tatsächlich improvisiert hat, und wie viel der Noten demzufolge später hinzunotiert wurden, lässt sich mittlerweile ebenso wenig rekonstruieren wie die Frage, ob der hohe Zeitdruck, unter dem Gershwin bei der Ausarbeitung stand, letztlich zu Kompromissen im Kompositionsprozess geführt hat.
Der Versuch, artifizielle Strukturen in Rhapsody in Blue einzufügen, muss jedoch, wenn man von der überlieferten Partitur ausgeht, zumindest auf formaler Ebene als fragmentarisch bezeichnet werden.

## Einflüsse klassischer Musik
Auch wenn Gershwin, wie schon erläutert, klassische Gestaltungs- und Formprinzipien kaum verwendet, so setzt er neben den erwähnten Jazz-Elementen auch Stilelemente aus der klassischen Musik des 19. Jahrhunderts, speziell der Romantik und des Impressionismus ein.

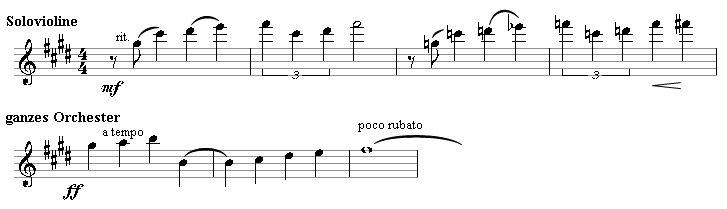
Hauptstimme aus Takt 321–326.

 Einige Stellen, speziell Orchestertutti des ersten und dritten Teils, erinnern in ihrem Hang zu Monumentalität, Pathos und Sentimentalität an Sinfonik und Solokonzerte von Schumann, Tschaikowsky oder Bruckner. So erhebt sich in dem folgenden Beispiel (Takt 321–327) eine „klagende“ Violin-Kantilene über der Streichergruppe, dem dann ein „dramatischer Ausbruch“ des ganzen Orchesters im fortissimo folgt.
Die Virtuosität der Klaviermusik von Franz Liszt und Frederic Chopin mit ihren rasant-filigranen Läufen, Oktavgriffen und wuchtigen Akkordblöcken kommt ebenso zur Geltung, wie die pianistischen Errungenschaften von Debussy und Ravel. Im angeführten (Hörbeispielⓘ) folgen auf vier vollgriffige Akkorde schnelle Läufe in hoher Lage, die über abstürzende Doppeloktavgriffe beider Hände in einen harmonisch an Debussy erinnernden Teil überführen.
Die seit dem Impressionismus beliebte Darstellung des Humoristischen, Bizarren und Skurrilen ist (zum Beispiel durch hervorgehobene Tonrepetitionen, abrupt abbrechende Figuren und die Ausnützung extremer Lagen und Spielweisen der Instrumente) im Werk ebenfalls anzutreffen.

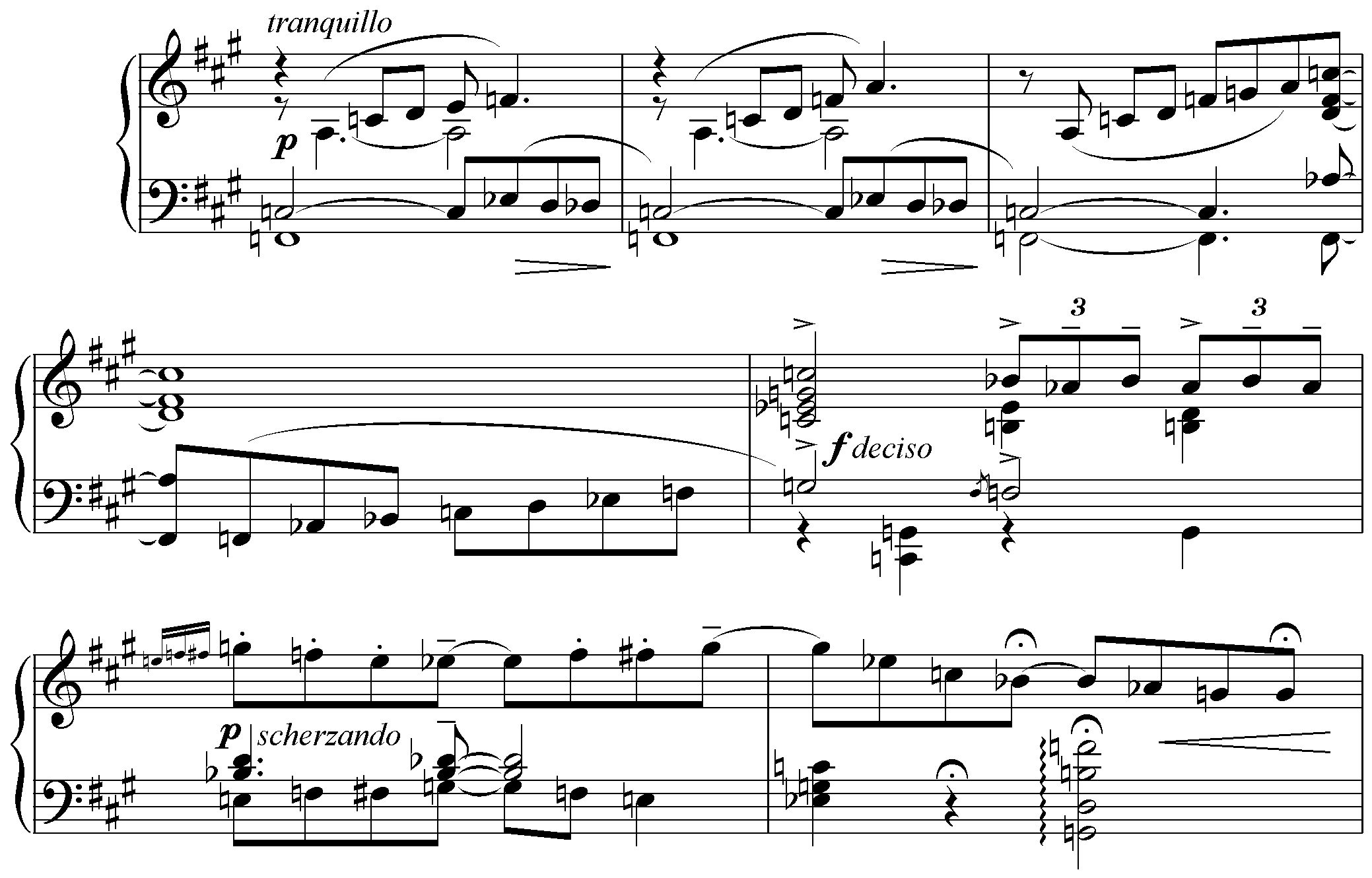
Stilwechsel in Takt 49–53

Häufig werden dabei die klassischen Ansätze mitunter schon nach wenigen Takten durch einen stilistischen Wechsel in das Jazz-Genre unterbrochen. So geht eine viertaktige, sich steigernde, romantische Phrase (Takt 49–52) plötzlich und unerwartet in das zusätzlich im Staccato vorgetragene Thema 1 (Takt 53–54) über.
Die Frage, ob dieses als „Ironisierung klassischer Attitüden“ gesehen werden kann, muss offenbleiben. Von Gershwin selber sind diesbezüglich keine Äußerungen überliefert. Seine gegenüber der klassischen Musik und der amerikanischen U-Musik gleichermaßen offene Haltung lässt diesen Schluss als eher unwahrscheinlich erscheinen.
So antwortet Leonard Bernstein in einem fiktiven Interview:

„P.M.: „[…] Das ist Amerika wie es leibt und lebt – seine Menschen, sein Großstadtleben, das George so gut kannte, sein Lebensstil, seine Sehnsüchte, seine Stärke, seine Größe, seine –“

L.B.: „Ja, aber sie vergessen die von Tschaikowski gestohlenen Melodiefolgen, das Debussyhafte, die Lisztsche Brillanz. […] In dem Moment geht Amerika aus der einen Tür hinaus und Tschaikowski und seine Freunde kommen zur nächsten herein […]““

Der Einfluss klassischer Elemente auf Rhapsody in Blue wird klar, wenn man sich folgende Faktoren des musikalischen Weges von Gershwin vergegenwärtigt:
- Den Klavierunterricht bei Charles Hambitzer, der den jungen Gershwin mit der Musik von Bach, Beethoven, Chopin, Liszt, sowie der damals immer noch als „modern“ angesehenen Musik von Debussy und Ravel vertraut machte.[5]
- Das Harmoniestudium, das der siebzehnjährige Gershwin bei Edward Kilenyi absolvierte, und bei dem er einiges über die Kunst der Instrumentation lernte.[6]

## Rezeptionsgeschichte
Rhapsody in Blue fand nahezu direkt mit der Premiere Aufnahme in den Repertoire-Betrieb der Konzerthäuser. Trotz uneinheitlicher Kritiken und Skepsis von Seiten der Kunstmusiker war das Stück beim Publikum sofort sehr beliebt. Bereits 1925 war es in Europa (Brüssel) und 1926 in Paris in der Fassung für zwei Klaviere zu hören. Auch bis heute ist die Rhapsody ein Publikumsmagnet geblieben, da ihre beschwingte Leichtigkeit als eine willkommene Abwechslung zum oft intellektuell fordernden Werkekanon der übrigen klassischen Musik gesehen wird.
Gershwin griff das Erfolgsrezept von Rhapsody in Blue schon ein Jahr später auf und verfasste einem Auftrag der New York Symphony Society folgend mit dem Concerto in F for Piano and Orchestra ein Klavierkonzert, das erneut Jazz und Klassik verband.
Paul Whiteman zehrte ebenfalls noch lange vom Ruhm, den Gershwin ihm mit dieser Komposition beschert hatte. Am Ende des Jahres 1924 hatte er das Stück – elf Monate nach der Uraufführung – bereits 84 Mal aufgeführt und die Aufnahme eine Million Mal verkauft. Später wurde das Stück das Erkennungsthema seiner Band. Whitemans Radio-Sendung begann stets mit dem Slogan Everything new but the Rhapsody in Blue (deutsch: Alles neu bis auf die Rhapsody in Blue).
Die Popularität des Werkes zeigt sich auch darin, dass schon zwei Jahre nach der Premiere in London ein Ballett darauf choreographiert wurde. 1928 folgten Ballettaufführungen von Anton Dolin in Paris und eine Version des Ballets Russes unter Djagilew in Monte Carlo. Im Jahr 1940 zeigte das Ballets Russes de Monte Carlo auf einer Amerikatournee unter der Leitung von Léonide Massine eine Zusammenstellung mehrerer Werke Gershwins, darunter auch der Rhapsody in Blue, unter dem Titel The New Yorker.
Whiteman Orchester spielte das Stück mit Roy Bargy am Klavier in dem 1930 produzierten Film The King of Jazz. 1945 erschien dann der Hollywood-Film Rhapsody in Blue mit Robert Alda als Gershwin, der neben dem „wirklichen Leben“ von Gershwin auch einiges Erfundene, die unvermeidliche Lovestory, sowie viel Musik von Gershwin, unter anderem auch Rhapsody in Blue, enthielt.
Die Musikwissenschaft beschäftigte sich erst später eingehender mit dem Werk. Arnold Schönberg hatte gerade mit der Zwölftonmusik eine musikgeschichtliche Revolution ausgelöst, so dass sich die Forschung daher zunächst dieser historischen Zäsur ihres Fachbereichs widmete.
In den 1950er-Jahren initiierte der amerikanische Komponist Gunther Schuller mit dem Third Stream eine Musikrichtung, in der er Modern Jazz mit der europäischen neuen Musik verschmelzen wollte. Neben Schuller – selbst auch Musikwissenschaftler – konzentrierte sich die Forschung jetzt auf Vorbilder dieser neuen Richtung, womit neben anderen Rhapsody in Blue wieder in den Brennpunkt der Aufmerksamkeit rückte.
Schuller hatte Forderungen formuliert, denen ein Stück, das dem Third Stream zuzurechnen sei, Rechnung tragen müsste. Die knapp 30 Jahre früher entstandene Rhapsody in Blue setzt bereits einige dieser Forderungen um: So sollte Third Stream kein Jazz auf klassischen Instrumenten (oder umgekehrt) sein und umgekehrt sollten nicht einfach klassische Elemente im Swing-Rhythmus gespielt werden. Von daher war die Rhapsody in Blue für die Erforschung der neuen Musikrichtung interessant, da sie – wie oben beschrieben – tatsächlich einen anderen Ansatz wählte, indem sie den Blues selbstbewusst in den Konzertsaal trug.

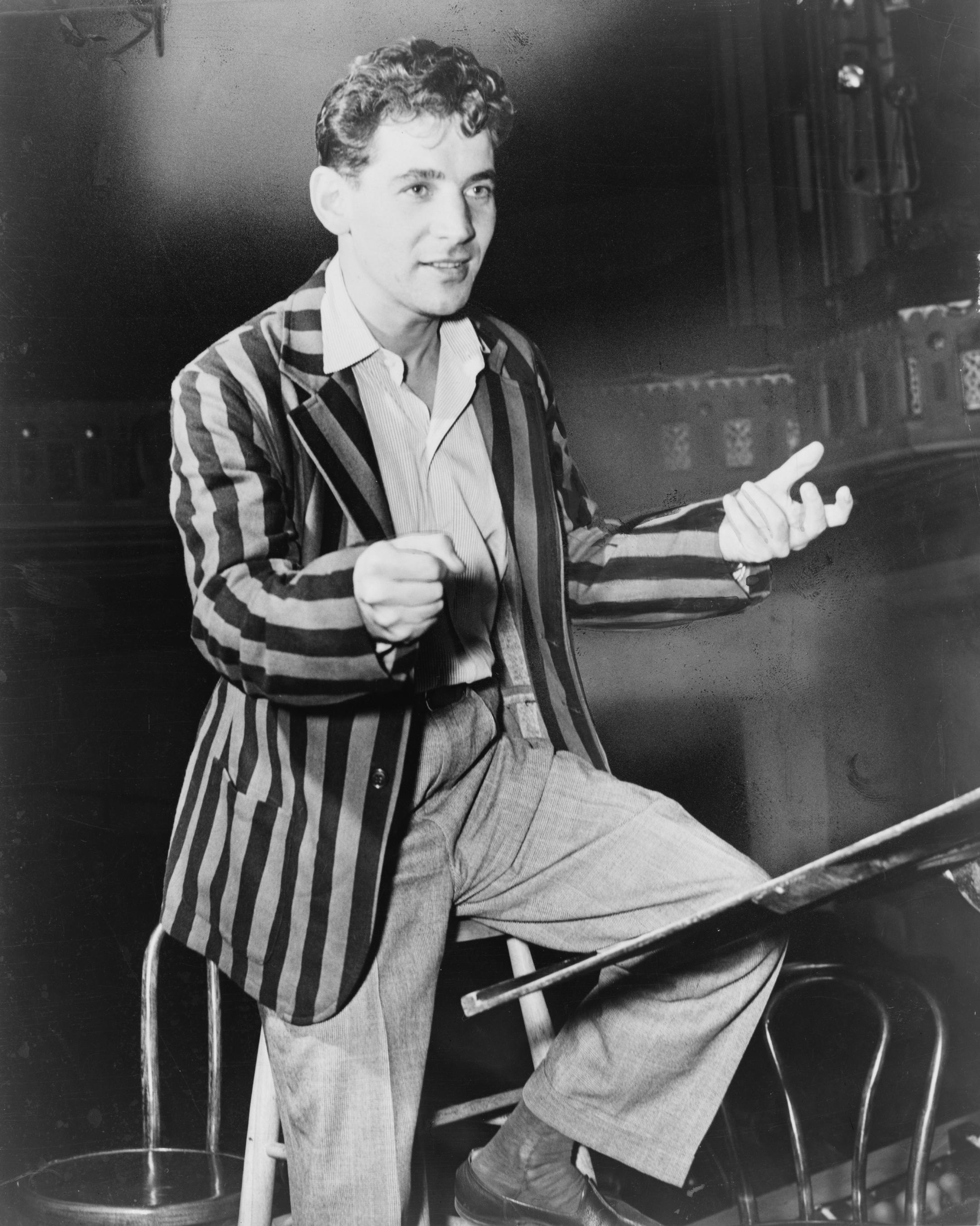
Leonard Bernstein anno 1945

Berühmte Dirigenten widmeten sich nun diesem Stück. Leonard Bernstein sah – wie oben vermerkt – in Rhapsody in Blue zwar keine durchgehend artifizielle Komposition, war aber dennoch hoch begeistert. In einem Artikel des Atlantic Monthly von 1955 schwärmte er von „einer melodischen Inspiration, die es seit Tschaikowsky nicht mehr gegeben hat“.
Er hatte 1945 das Stück erstmals als Solist am Klavier gespielt, sein Dirigat des Werkes im Jahre 1983 zählt heute neben James Levines Version von 1993 zu den Referenzaufnahmen.
Die oben angedeutete Interpretation von Rhapsody in Blue als Metapher der amerikanischen Großstadt, insbesondere New York, wurde auch durch den Film Manhattan von Woody Allen bekannt. Die Melancholie und Einsamkeit des Protagonisten wird hier mit langen Totalen der Großstadt festgehalten, unterlegt eben mit Rhapsody in Blue. Auch die Bilder New Yorks in den 1930er-Jahren im Disney-Film Fantasia 2000 sind mit Gershwins Rhapsodie unterlegt und wurden im Stil von Gershwins Zeitgenossen Al Hirschfeld gezeichnet.
Die amerikanische Fluglinie United Airlines nutzt seit 1988 für eine Lizenzgebühr von 300.000 US-Dollar pro Jahr einen Auszug von Rhapsody in Blue als Jingle. Von 1996 bis 2000 verwendete auch die deutsche Brauerei Krombacher das Stück in ihrer Werbung.
Die Urheberrechte des Stückes erloschen Ende 2007 in der Europäischen Union; in den USA werden sie schrittweise zwischen 2019 und 2027 erlöschen.

## Diskografie
Bereits 1924 nahmen das Whiteman-Orchester und Gershwin am Klavier das Werk in verkürzter Form auf. Aufgrund ihrer kulturellen und historischen Bedeutung für die Vereinigten Staaten wurde diese erste Aufnahme von Rhapsody in Blue am 27. Januar 2003 in die National Recording Registry der Library of Congress aufgenommen. Die akustische Aufzeichnung ist heute auf CD bei Naxos (8.120510: „Gershwin Plays Gershwin“) und BMG (63276: „Historic Gershwin Recordings“) erhältlich. Sie zeichnet sich durch Betonung der Dynamik, eine kleine Besetzung sowie einen „Drive“ aus, der im Gegensatz zu manchen späteren, eher romantisierenden Interpretationen steht. 1925 entstand auch eine Klavierrolle des Werks, ebenfalls mit Gershwin als Pianist ( siehe Weblinks). Eine zweite Plattenaufnahme (heute ebenfalls auf BMG 63276) mit Gershwin und dem Whiteman-Orchester – allerdings ohne Whiteman selbst – aus dem Jahr 1927 benutzte schon die neuen Möglichkeiten der elektrischen Aufnahmetechnik mit Mikrophonen und Verstärkern (siehe Entstehung der Schallplattenindustrie).
Genauso schwungvoll wirkt die Aufnahme von Eugene Ormandy und dem Philadelphia Orchestra mit Oscar Levant als Solist aus dem Jahr 1945. Eine vollkommen andere Herangehensweise zeigt Arturo Toscaninis Aufnahme aus dem Jahr 1942 mit Earl Wild als Solist. Er interpretierte die Rhapsody als Musikdrama genauso ernsthaft wie Werke von Beethoven, Wagner oder Strauss, wobei Kritiker allerdings bemängeln, dass einiges an Schwung und Jazz-Gefühl verloren geht.
Die Fachwelt überzeugen konnten die Interpretationen von Leonard Bernstein als Dirigent, teilweise auch als Pianist (1944, 1959, 1983). Besonders inspiriert wirkt auch Morton Goulds Aufnahme aus dem Jahr 1955. Zu erwähnen ist ferner die Einspielung von Leonard Slatkin und dem Saint Louis Symphony Orchestra mit Jeffrey Siegel am Klavier. Eher konventionell wirkt dagegen Arthur Fiedlers Version mit den Boston Pops und Earl Wild.
Eine unüberschaubare Fülle von Aufnahmen der heute anerkanntesten Dirigenten, Orchester und Pianisten entstanden in den vergangenen 30 Jahren, darunter zum Beispiel Kurt Masur mit dem Gewandhausorchester im Jahr 1975, Sir Neville Marriner 1991, Michael Tilson Thomas 2004 und André Previn mit dem Chicago Symphony Orchestra und dem Los Angeles Philharmonic Orchestra. Eine sehr jazznahe, viel gelobte Version des Klassik- und Jazzpianisten Michel Camilo mit dem Orquestra Simfònica de Barcelona i Nacional de Catalunya erschien im Jahr 2005.
Auch die Version für zwei Klaviere ist 1980 von bekannten Interpreten wie dem französischen Schwesterpaar Katia und Marielle Labèque, 1991 von dem Klavierduo Anthony & Joseph Paratore oder – in einer klassisch-europäisch aufgefassten Adaption – von Anna und Ines Walachowski eingespielt worden.
In jüngerer Zeit entstanden Aufnahmen in frei gewählten Instrumentalzusammenstellungen, hauptsächlich für Blasinstrumente: so 1993 mit dem Netherlands Wind Ensemble unter Richard Dufallo. 1998 erschien eine CD des Vienna Art Orchestra mit dem Titel „American Rhapsody; A Tribute to George Gershwin“, die unter anderem auch Rhapsody in Blue enthält. Im Jahr 2000 erschien eine Version für Orchester und Trompete von Sergei Nakariakov unter Wladimir Aschkenasi. Der Pianist Georges Rabol spielte 1992 mit dem jazzogène orchestra eine Interpretation der Originalversion für Klavier und Big Band ein.
Die Progressive-Rock-Band Liquid Tension Experiment arrangierte eine Rock-Version des Werkes und führte dieses mehrfach auf, bis es 2021 schließlich auch auf dem Album Liquid Tension Experiment 3 als Studioversion erschien.
Zum hundertjährigen Jubiläum der Uraufführung veröffentlichte der Banjo-Virtuose Béla Fleck eine Bearbeitung für Banjo solo wie auch in einer Fassung mit Orchester und mit einer Bluegrass-Band.

### Text
- Steven E. Gilbert: The Music of Gershwin. Yale University Press, New York 1995, ISBN 0-300-06233-8.
- Ulrich Kurth: Aus der neuen Welt. Untersuchungen zur Rezeption afroamerikanischer Musik in europäischer Kunstmusik des 19. und frühen 20. Jahrhunderts. Kümmerle, Göppingen 1982, ISBN 3-87452-559-7.
- Carol J. Oja: Making Music Modern – New York in the 1920s. Oxford University Press, New York 2000, ISBN 0-19-516257-9 (2003 Neuauflage).
- Maurice Peress: Dvorak to Duke Ellington. Oxford University Press, New York 2003, ISBN 0-19-509822-6.
- Deena Rosenberg: Fascinating Rhythm. University of Michigan Press, Ann Arbor 1998, ISBN 0-472-08469-0.
- Peter W. Schatt: „Jazz“ in der Kunstmusik. Studien zur Funktion afroamerikanischer Musik in Kompositionen des 20. Jahrhunderts. In: Walter Gieseler, Siegmund Helms, Reinhard Schneider (Hrsg.): Perspektiven zu Musikpädagogik und Musikwissenschaft. Kassel 1995, ISBN 3-7649-2476-4.
- David Schiff: Gershwin, Rhapsody in blue. Cambridge University Press, Cambridge / New York 1997, ISBN 0-521-55077-7.
- Gunther Schuller: Early Jazz. Its Roots and Musical Development. New York 1968, ISBN 0-19-504043-0.
- Wolfram Schwinger: Gershwin. Eine Biographie. Goldmann TB 33069 / Schott 8217, München / Mainz 1983, ISBN 3-442-33069-6 (ISBN 3-7957-8217-1 (Schott) / 1988 Piper, München, ISBN 3-492-18217-8).

### Noten
- George Gershwin: Rhapsody in Blue for Piano and Orchestra. Eulenburg, Mainz 1988, ISBN 3-7957-6160-3 (Edition Eulenburg No. 8012).
- George Gershwin: Rhapsody in Blue. Klavier zu 4 Händen. Internat. Music Publ. Ltd, ISBN 0-7692-5892-1.
- George Gershwin: Rhapsody in Blue für Klavier (zu 2 Händen). Warner Brothers Music Germany / Neue Welt Musikverlag, München (für Deutschland und Österreich).

### Audio
- Rhapsody in Blue in der Orchesterfassung
- Die Klavierrolle von 1925 (mit Michael Tilson Thomas & Columbia Jazz Band; YouTube)
- Seite mit Aufnahmen des Paul Whiteman Orchesters (MP3)
- Verschiedene Aufnahmen des Paul Whiteman Orchesters im Red Hot Jazz Archive (The Syncopated Times), darunter eine akustische Aufnahme mit George Gershwin am Piano (RealAudio)

### Text
- Fascinating Rhythm – George Gershwin und der Jazz (von Hans-Jürgen Schaal)
- Übersicht über Schallplattenaufnahmen des Werkes (englisch)
- Folge 16 über "Rhapsody in Blue" bei: Interpretationssache – der Musikpodcast mit Roland Kunz; Saarländischer Rundfunk 2023